# Distrikt Cascas
Der Distrikt Cascas liegt in der Provinz Gran Chimú in der Region La Libertad in West-Peru. Der Distrikt wurde am 25. April 1835 gegründet. Er hat eine Fläche von 485,67 km². Beim Zensus 2017 wurden 13.374 Einwohner gezählt. Im Jahr 1993 lag die Einwohnerzahl bei 13.979, im Jahr 2007 bei 14.191. Verwaltungssitz des Distriktes ist die 1274 m hoch gelegene Provinzhauptstadt Cascas mit 4688 Einwohnern (Stand 2017). Cascas liegt am Río Cascas, einem nördlichen Zufluss des Río Chicama.

## Geographische Lage
Der Distrikt Cascas liegt an der Westflanke der peruanischen Westkordillere im Nordwesten der Provinz Gran Chimú. Die Flüsse Río Chuquillanqui und Río Chicama fließen entlang der südlichen Distriktgrenze nach Westen und entwässern das Areal.
Der Distrikt Cascas grenzt im Westen an den Distrikt San Benito, im Norden an den Distrikt Contumazá (beide in der Provinz Contumazá), im Osten an den Distrikt Cospán (Provinz Cajamarca), im Süden an die Distrikte Lucma, Marmot und Chicama (Provinz Ascope).